# António de Mendonça Côrte-Real
Der Portugiese António de Mendonça Côrte-Real (* 1755 auf Chorão, Goa, Portugiesisch-Timor) war ein portugiesischer Offizier und Kolonialverwalter.
Côrte-Real lebte schon seit mehreren Generationen in Indien. Im Rang eines Kapitänleutnants war er von 1807 bis 1810 Gouverneur von Portugiesisch-Timor.
1807 schlug Côrte-Real die Rebellion von Venilale nieder. Sie brach aus, als der Liurai Cristóvão Guterres ungerechterweise verhaftet wurde. Erst in Goa wurde er von einem Gericht freigesprochen. Côrte-Real verstarb auf der Rückreise von Portugiesisch-Timor nach Goa.